# Serge Hutin
Serge Hutin (París, 2 de abril de 1929 - Prades, 1 de noviembre de 1997) fue un escritor francés de libros sobre esoterismo y ocultismo.

## Escritor
Hutin fue un escritor de muchos libros sobre lo oculto y lo esotérico, escribió acerca de la masonería, sociedades secretas, los rosacruces, la alquimia y la astrología y otros temas basados en el ocultismo. Hutin escribió sobre la Cábala y afirmó que Isaac Newton fue un cabalista cristiano.
Hutin es más conocido en los círculos de aficionados a los ovnis por su libro sobre la teoría del «antiguo astronauta» llamado Razas exóticas y civilizaciones fantásticas (1975) en la que, según él, las antiguas civilizaciones a través de la tierra fueron puestos avanzados coloniales construidas por extraterrestres. El libro fue similar a los libros de otros autores de la época como Jacques Bergier y Jean Sendy. Hutin también escribió acerca de la Atlántida y le dio mucho crédito a Platón para escribir sobre ella.

## Lista de obras
Hutin publicó más de 40 libros (los siguientes son los que se han traducido en inglés):
- Historia de los Rosacruces (1959)
- La historia del mundo de las sociedades secretas (1959)
- Los masones (1960)
- Paracelso: el hombre, el médico, el alquimista (1966)
- Una historia de la alquimia - Antigua ciencia de cambiar metales comunes en oro (1971)
- Robert Fludd (1972)
- Razas exóticas y fantásticas civilizaciones (1975) ISBN 0-425-02769-4
- Lanza hechizos (1978)
- Historia de la astrología (1986)
- Nostradamus y la alquimia (1988)
- Sociedades gubernamentales invisibles y secretas
- Las profecías de Nostradamus